# Lucas & Arthur Jussen

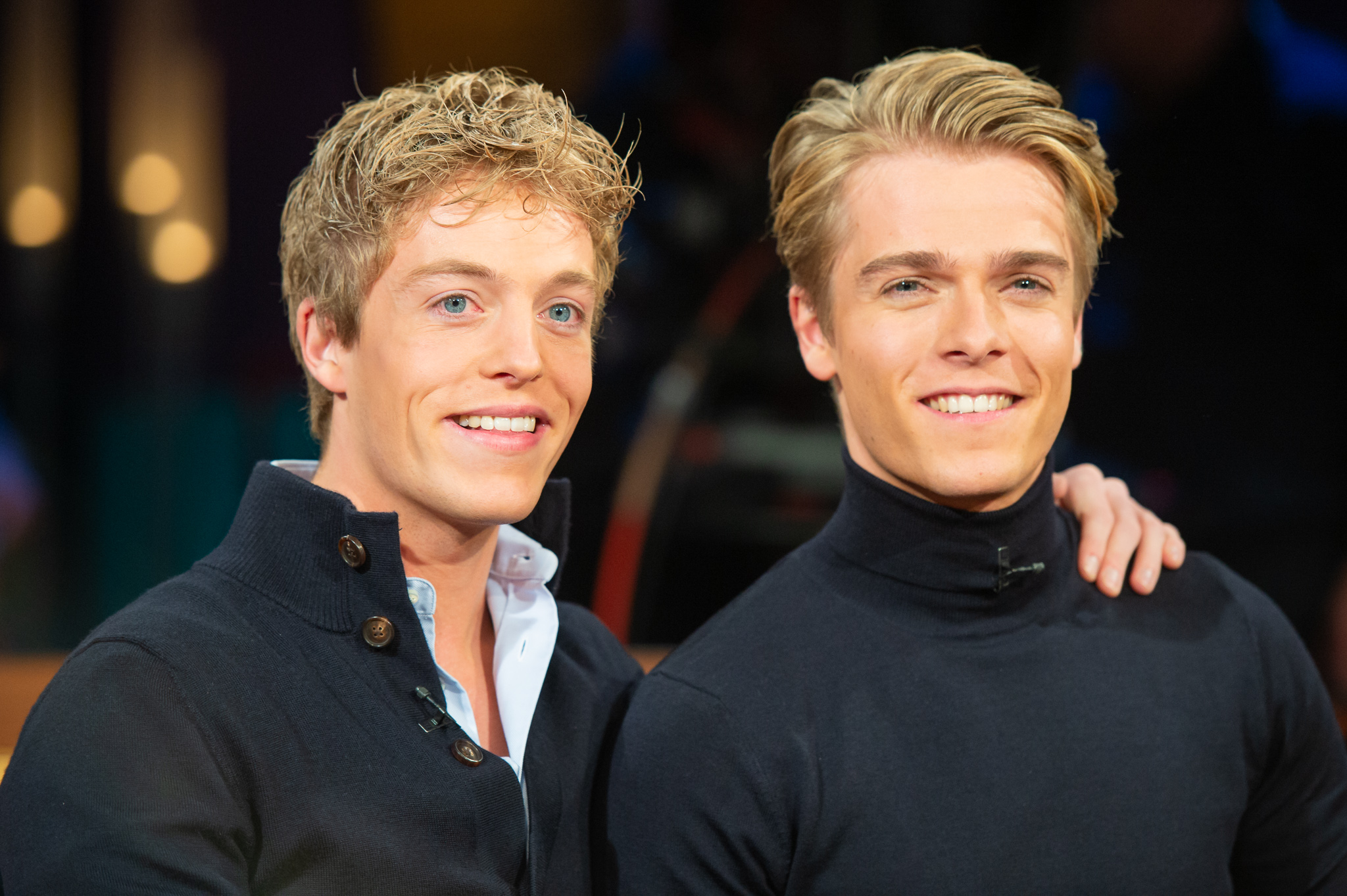
Lucas (li.) und Arthur Jussen bei der NDR Talk Show

Lucas & Arthur Jussen sind ein niederländisches Klavierduo.

## Werdegang
Lucas Jussen (* 27. Februar 1993 in Hilversum) und Arthur Jussen (* 28. September 1996 in Hilversum) sind Brüder, die seit früher Kindheit gemeinsam als Pianisten und häufig zusammen als Duo wirken. Sie kommen aus einer musikalischen Familie: Ihre Mutter Christianne van Gelder unterrichtet Flöte und Vater Paul Jussen ist Schlagzeuger im niederländischen Radiophilharmonieorchester in Hilversum sowie im Ensemble Da Capo.
Die Brüder waren Studenten des Klavierpädagogen Jan Wijn. Sie wurden regelmäßig von Maria João Pires unterrichtet und spielten mit den Pianisten Ricardo Castro und Lang Lang. Am 24. November 2006 spielten sie im Alter von zehn und dreizehn Jahren das 10. Konzert für zwei Klaviere (Mozart) im Concertgebouw (Amsterdam) mit dem Netherlands Radio Chamber Philharmonic unter Jaap van Zweden. Am 30. November 2009 führten sie mit demselben Orchester unter Michael Schønwandt das Konzert für zwei Klaviere (Poulenc) auf. Seit dem 12. März 2010 haben die Brüder einen Vertrag mit der Deutschen Grammophon Gesellschaft. Nach zweijährigem Studium bei Menahem Pressler in den Vereinigten Staaten seit Oktober 2013 setzt Lucas seine Ausbildung bei Dmitri Bashkirov an der Musikhochschule Reina Sofia in Madrid fort. Er ist Artist in Residence des Niederländischen Kammerorchesters. Arthur studierte noch einige Zeit am Konservatorium von Amsterdam bei Jan Wijn, bis dieser 2022 verstarb.

## Auszeichnungen
- 2011 Concertgebouw Young Talent Award[1]
- 2013 Publikumspreis der Festspiele Mecklenburg-Vorpommern[1]
- 2018 Opus Klassik in der Kategorie Klassik für Kinder[2]
- 2022 Luitpoldpreis des Kissinger Sommer[3]

## Alben
| Jahr | Titel                                       | Höchstplatzierung, Gesamtwochen, AuszeichnungChartplatzierungen (Jahr, Titel, Platzierungen, Wochen, Auszeichnungen, Anmerkungen) | Höchstplatzierung, Gesamtwochen, AuszeichnungChartplatzierungen (Jahr, Titel, Platzierungen, Wochen, Auszeichnungen, Anmerkungen) | Anmerkungen                   |
| Jahr | Titel                                       | DE | NL | Anmerkungen                   |
| ---- | ------------------------------------------- | --- | --- | ----------------------------- |
| 2010 | Beethoven Piano Sonatas                     | — | NL2 Platin · (24 Wo.)NL |                               |
| 2011 | Schubert Impromptus                         | — | NL4 Gold · (26 Wo.)NL |                               |
| 2013 | Jeux                                        | — | NL8 (19 Wo.)NL |                               |
| 2015 | Mozart Double Piano Concertos               | — | NL4 Gold · (22 Wo.)NL |                               |
| 2017 | Saint-Saëns / Poulenc / Say                 | — | NL12 (7 Wo.)NL |                               |
| 2018 | Camille Saint-Saëns: Der Karneval der Tiere | DE83 (2 Wo.)DE | — | mit Katja Riemann             |
| 2019 | Bach                                        | — | NL45 (7 Wo.)NL | mit der Amsterdam Sinfonietta |
| 2021 | The Russian Album                           | — | NL4 (3 Wo.)NL |                               |
| 2022 | Dutch Masters                               | — | NL14 (2 Wo.)NL |                               |